# Andrea Ranocchia
Andrea Ranocchia (Assisi, 1988. február 16. –) olasz labdarúgó, legutóbb az olasz élvonalbeli Monza játékosa volt.

## Pályafutása
1988. február 16-án született Assisi városában, Szent Ferenc városában. A Perugia, majd az Arezzo korosztályos csapataiban játszott, majd 2006-ban ez utóbbi felnőtt csapatában is bemutatkozott. Itt egy évet játszott a B ligában, majd egy újabb évet a C1 ligában. 2008-ban a Genoa megszerezte a játékos játékjogának a felét és azon nyomban kölcsönadta őt a Bari csapatának, majd a következő évben a teljes tulajdonjog a Genoa csapatához került. 
A Bari megnyerte a Serie-B-t és 2009-ben felkerült az A ligába. Ranocchia ekkor egy új társat kapott a védelem közepén az Inter egykori IFI játékosa Leonardo Bonucci személyében. Az őszi szezonban ketten a Serie-A talán legjobb védő párosát alkották. A remek széria nem tarthatott sokáig, mivel januárban a Fiorentina ellen súlyos térdsérülést szenvedett, amiből csak a következő őszre épült fel. Az Inter 2010 nyarán megszerezte a játékos tulajdonának felét azzal a feltétellel, hogy 2011 nyarán az Interhez kerül a játékos teljes játékjoga, ám Samuel őszi sérülése miatt már 2010 decemberében megköttetett az üzlet a két klub között.
Rannochia 2007-ben mutatkozott be az U21-es válogatottban, ahol azóta 14 találkozón szerepelt. 2010 novemberében, a Románia elleni találkozón az olasz válogatott felnőtt csapatában is bemutatkozott. Második felnőtt meccsét a németek ellen játszotta Dortmundban. Az Interben azóta 7 meccsen játszott, de gólt még nem szerzett.

## Statisztikái

### Klubcsapatokban
| Klub                   | Szezon         | League | League | Nemzeti kupa | Nemzeti kupa | Európai | Európai | Egyéb | Egyéb | Összesen | Összesen |
| Klub                   | Szezon         | Mérk.  | Gólok  | Mérk.        | Gólok        | Mérk.   | Gólok   | Mérk. | Gólok | Mérk.    | Gólok    |
| ---------------------- | -------------- | ------ | ------ | ------------ | ------------ | ------- | ------- | ----- | ----- | -------- | -------- |
| Arezzo                 | 2006–07        | 24     | 1      | 5            | 1            | —       | —       | —     | —     | 29       | 2        |
| Arezzo                 | 2007–08        | 32     | 0      | —            | —            | —       | —       | —     | —     | 32       | 0        |
| Összesen               | Összesen       | 56     | 1      | 5            | 1            | —       | —       | —     | —     | 61       | 2        |
| Bari (kölcsönben)      | 2008–09        | 17     | 1      | 0            | 0            | —       | —       | —     | —     | 17       | 1        |
| Bari (kölcsönben)      | 2009–10        | 17     | 2      | 1            | 0            | —       | —       | —     | —     | 18       | 2        |
| Összesen               | Összesen       | 34     | 3      | 1            | 0            | —       | —       | —     | —     | 35       | 3        |
| Genoa                  | 2010–11        | 16     | 2      | 1            | 0            | —       | —       | —     | —     | 17       | 2        |
| Összesen               | Összesen       | 16     | 2      | 1            | 0            | —       | —       | —     | —     | 17       | 2        |
| Internazionale         | 2010–11        | 18     | 1      | 4            | 0            | 4       | 0       | —     | —     | 26       | 1        |
| Internazionale         | 2011–12        | 12     | 1      | 2            | 0            | 2       | 0       | 1     | 0     | 17       | 1        |
| Internazionale         | 2012–13        | 32     | 2      | 3            | 1            | 10      | 0       | —     | —     | 45       | 3        |
| Internazionale         | 2013–14        | 24     | 1      | 2            | 1            | —       | —       | —     | —     | 26       | 2        |
| Internazionale         | 2014–15        | 33     | 2      | 1            | 0            | 8       | 0       | —     | —     | 42       | 2        |
| Internazionale         | 2015–16        | 10     | 0      | 0            | 0            | —       | —       | —     | —     | 10       | 0        |
| Internazionale         | 2016–17        | 5      | 0      | 0            | 0            | 4       | 0       | —     | —     | 9        | 0        |
| Internazionale         | 2017–18        | 11     | 2      | 2            | 0            | —       | —       | —     | —     | 13       | 2        |
| Internazionale         | 2018–19        | 4      | 0      | 1            | 0            | 2       | 1       | —     | —     | 7        | 1        |
| Internazionale         | 2019–20        | 7      | 0      | 3            | 1            | 2       | 0       | —     | —     | 12       | 1        |
| Összesen               | Összesen       | 156    | 9      | 18           | 3            | 32      | 1       | 1     | 0     | 207      | 13       |
| Sampdoria (kölcsönben) | 2015–16        | 14     | 0      | 0            | 0            | —       | —       | —     | —     | 14       | 0        |
| Összesen               | Összesen       | 14     | 0      | 0            | 0            | —       | —       | —     | —     | 14       | 0        |
| Hull City (kölcsönben) | 2016–17        | 16     | 2      | 0            | 0            | —       | —       | —     | —     | 16       | 2        |
| Összesen               | Összesen       | 16     | 2      | 0            | 0            | —       | —       | —     | —     | 16       | 2        |
| Teljes karrier         | Teljes karrier | 292    | 17     | 25           | 4            | 32      | 1       | 1     | 0     | 350      | 22       |

1. 1 2  magában foglalja az összes pályára lépéseit az Bajnokok ligájában
2. ↑  magában foglalja az összes pályára lépéseit az Olasz szuperkupán
3. 1 2 3 4 5  magában foglalja az összes pályára lépéseit az Európa-ligában

### A válogatottban
| 2010     | 1  | 0 |
| 2011     | 7  | 0 |
| 2012     | 0  | 0 |
| 2013     | 4  | 0 |
| 2014     | 5  | 0 |
| 2015     | 3  | 0 |
| 2016     | 1  | 0 |
| Összesen | 21 | 0 |